# 豊島・ゴエのあさはやっ!?
豊島・ゴエのあさはやっ!?（とよしま・ごえのあさはやっ）は、MBSラジオが2010年4月から2016年3月26日まで毎週土曜日の6:00 - 8:00に放送していたの生ワイド番組。タイトルに名を冠した豊島美雪と浅越ゴエが、パーソナリティを務めていた。
2016年4月3日からは、事実上の後継番組『サンデーライブ ゴエでSHOW!』を、毎週日曜日の11:00 - 12:50に放送する。

## 出演者

### 番組終了時点
◎：『サンデーライブ ゴエでSHOW』でも続投
パーソナリティ
- 豊島美雪（フリーアナウンサー）◎ - 『朝いちばん!豊島美雪です』終了以来1年ぶりにMBSラジオの朝の番組の復帰。同局では、毎週日曜日の7時台に放送中の『ごきげんサンデー・ミュージック』にも出演している。
- 浅越ゴエ（ザ・プラン9）◎ - 当番組が、自身初の冠ラジオ番組になった。

リポーター
- 堀川恵美（よしもとクリエイティブ・エージェンシー所属） ◎- バスガイド出身のピン芸人で、2015年4月4日放送分から出演。

レギュラーゲスト
- ヤナギブソン（ザ・プラン9） - 毎月最終週にのみ出演

### 過去
いずれもよしもとクリエイティブ・エージェンシー所属のお笑い芸人で、リポーターを担当。
- 宮戸洋行（GAG少年楽団、番組開始 - 2014年3月29日）- GAG少年楽団が活動の拠点を大阪から東京へ移したことを機に、レギュラー出演を終了。東京進出後も、ゲストとして随時出演している。
- 緑川まり（東京ロマンポルノ、2014年4月5日 - 2015年3月28日）

## タイムテーブル
- 6:00 - 6:10　オープニング
- 6:10 - 6:15　MBSニュース（この時間のみ『しあわせの五・七・五』生放送直後の水野晶子が担当する。）
- 6:15 - 6:30　ニュースプレイバックPARTI
- 6:30 - 6:40　週刊わたしニュース
- 6:40 - 6:50　バスガイド芸人堀川絵美のおでかけお土産オーライです！
- 6:50 - 7:05　週間わたしニュース
- 7:05 - 7:15　MBSニュース・お天気のお知らせ・交通情報
- 7:15 - 7:25　ニュースプレイバックPARTII
- 7:25 - 7:35　ドクターM
- 7:35 - 7:45　あさはやっ!?マーケット
- 7:45 - 7:55　マネーか?タネーか? 実況さいころチャンス
出演者が振るサイコロの目をリスナーが当てるゲームコーナー。当たれば賞金5,000円＋キャリーオーバー分が貰える。外れれば賞金は次回に持ち越され、リスナーには花の種が送られる。
- 7:55 - 8:00　エンディング（週によっては後番組『ありがとう浜村淳です土曜日です』のオープニングで浜村淳とクロストークがある）
余談だが、その『「ありがとう～」のオープニング』（「チョイとでました・・・」の件）にも参加している（浜村曰く「無償」）。

## 過去に放送されていたコーナー
- 豊島・ゴエの「週刊わたしニュース」（放送終了後も公式サイトで定期的に公表）
- どあさ7時前の宮戸くん
- サントリーあさはやっ!?ラジオ劇場（毎月最終週のみ放送）
- 宮戸洋行の目指せ!ナンバーワン!
- 婚活女芸人・緑川まりの目指せ!オンリーワン!

## 主なゲスト
- 末成由美
- 萩原健一
- GAG少年楽団 - 宮戸を含むメンバー全員で出演した際には、放送中に漫才を披露した。
- ヤナギブソン（ザ・プラン9）
- 池乃めだか

## 特別番組
MBSラジオでは、2012年10月6日・10月13日（いずれも土曜日）および2013年10月6日（日曜日）の17:59 - 19:00に、当番組のスペシャル版として『豊島・ゴエのよるはやっ!?』を放送。豊島・浅越・宮戸が当番組に続いて出演したほか、通常の時間帯（土曜早朝）には紹介しづらいリスナーからの「わたしニュース」を、「わたしのおとなニュース」として放送していた。